# Rene Rusjan
Rene Rusjan, slovenska vizualna umetnica, kiparka in profesorica, * 23. april 1962, Ljubljani.

## Življenje in delo
Po končani Srednji šoli za oblikovanje se je vpisala na Akademijo za likovno umetnost, kjer je leta 1987 diplomirala na oddelku za kiparstvo. Je soustanoviteljica Kulturnega društva Galerija GT. Z možem Boštjanom Potokarjem sta leta 1994 ustanovila Šolo uporabnih umetnosti FAMUL STUART; sedaj Visoka šola za umetnost na Univerzi v Novi Gorici, kjer je programska direktorica, vodilna mentorica modula Sodobne umetniške prakse ter strokovna mentorica na področju vizualnih umetnosti in kiparstva. 
Že leta 1986 je sodelovala na simpoziju velikih skulptur v odprtem prostoru "International Young Sculptors Competition", Aberdeen, Scotland. Sledilo je sodelovanje na več drugih umetniških deloviščih (Prilep 1988, Pančevo 1989) in redne razstave v takratni Jugoslaviji in Italiji. Ustvarjala je predvsem kipe velikih dimenzij (večinoma iz odpadnih železnih litin), ki jih je premišljeno razporejala po galerijskem ali zunanjem prostoru v različne postavitve z izjemnim občutkom za umeščanje v dano okolje. Kipi, sestavljeni iz več samostoječih delov, so skupaj z vmesnim prostorom določali prostor kipa. Zanimalo jo je kako deli kipa skupaj s praznim prostorom (negativnim volumnom) gradijo enovit kip in součinkujejo s celotnim prostorom. Te postavitve je imenovala konstelacije.  
Bila je pobudnica kiparskih razstav v vrtu Vile Katarina v Ljubljani. Razstava z naslovom Cycle-Recycle v Galeriji Škuc v Ljubljani leta 1992 je zaključila njeno začetno kiparsko obdobje. 
Po razpadu Jugoslavije je med letoma 1993 in 1994 prekinila umetniško ustvarjanje (s tem je Slovenija izgubila najbolj talentirano kiparko odprtega prostora) in se odločila za delo z bosanskimi begunci. Izkušnja ji je radikalno spremenila umetniško pot. Svojo pozornost do ljudi in okolja je začela izražati v obliki instalacij, na primer: 
- Sanje vojakove neveste, Blitzart Kluže, Trdnjava Kluže, 1995;
- Luknje v prostoru, luknje v času, Vila Katarina, Ljubljana, 1996.

Zanimati so jo začele vsakdanje življenjske situacije. Veliko pozornost je začela posvečati gradnji komunikacije z in med ljudmi z uporabo različnih medijev: video, fotografija, zvok, internet, pisna in govorjena beseda, neposreden stik in osebno sodelovanje. 
Svoja dela je začela umeščati v prostore izven galerij, k sodelovanju je začela vabiti prijatelje in gledalce. V galerijah pa je začela postavljati Čitalnice - prostore za publiko, ki jo je vabila k dejavnemu sodelovanju: 
- Včeraj, na primer, Mala galerija, Ljubljana, 1997;
- Čitalnica U3, Trienale slovenske umetnosti, Moderna galerija, Ljubljana, 1998.

Večkrat je sodelovala na Postaji Topolovo v Italiji in pri mnogo drugih kompleksnih skupinskih projektih doma in po svetu.    
Dela tudi na področju scenografije.  
Leta 2014 je imela v Mestni galeriji Ljubljana retrospektivno razstavo z naslovom O čem govorim, ko govorim o..., ki je lepo predstavila bogastvo in raznolikost njenega umetniškega ustvarjanja.      
Leta 2018 je imela v Mestni galeriji Nova Gorica razstavo z naslovom epizode spomina v mreženju in podnaslovom (ne)pregledna razstava.